# Vidar Sundstøl
Vidar Sundstøl (Drangedal, 30 giugno 1963) è uno scrittore norvegese di libri gialli.

## Biografia
Nato nel 1963 a Drangedal, ha frequentato il Writer’s College a Bø prima di trasferirsi con la moglie in Minnesota, nei pressi del Lago Superiore, ha lavorato come operaio stradale e boscaiolo.
Nel 2005 ha debuttato con il romanzo giallo  Kommandolinjer al quale hanno fatto seguito altre 7 opere.
Nel 2008 è stato insignito del Premio Riverton grazie al romanzo Drømmenes land, primo capitolo della "Trilogia del Minnesota".

## Opere

### Trilogia del Minnesota
- Drømmenes land (2008)
- De døde (2009)
- Ravnene (2011)
  - La terra dei sogni (Comprende tutti tre i volumi), Torino, Einaudi, 2015 traduzione di Maria Teresa Cattaneo ISBN 978-88-06-20232-3.

### Altri romanzi
- Kommandolinjer (2005)
- I Alexandria (2006)
- Tingene hennes (2007)
- Besettelsen (2013)
- Djevelens giftering (2015)

## Premi e riconoscimenti
- Premio Riverton: 2008 vincitore con La terra dei sogni